# Péřovky
Péřovky (Ischnocera) jsou podřád parazitického hmyzu klasifikovaný na základě moderních poznatků jakou součást řádu pisivek (Psocoptera). Dříve byly péřovky řazeny do polyfyletického řádu Phthiraptera (z něhož představovaly asi dvě třetiny všech popsaných druhů), který sdružoval všechny parazitické skupiny pisivek, spolu s luptouši (Amblycera) a všiváky (Rhynchophthirina) navíc tvoří dnes již neformální skupinu všenky (Mallophaga). Všichni zástupci Ischnocera jsou parazitičtí. Drtivá většina druhů (asi 90 %) cizopasí na ptácích, existují však i výjimky napadající savce.

## Morfologie
Ischnocera mají zploštělé a drobné, jen několik milimetrů dlouhé tělo. Stejně jako všichni zástupci řádu Phthiraptera jsou sekundárně bezkřídlí. Morfologicky jsou Ischnocera velmi podobní Amblycera, což spolu s podobým způsobem života vedlo k tomu, že byli po dlouhou dobu spojováni do souhrnného taxonu všenky (Mallophaga). Od Amblycera se Ischnocera liší především absencí maxilárních palp a tím, že jejich mandibuly (kusadla) pracují vertikálně. Tykadla Ischnocera volně odstávají od hlavy a skládají se ze 3–5 článků. Chodidla jsou zakončena jedním či dvěma drápky.

## Čeledi
Různí autoři rozpoznávají v rámci Ischnocera různé počty čeledí od 2 po 21. Běžně bývají druhy Ischnocera členěny do dvou čeledí: Philopteridae a Trichodectidae.

### Philopteridae
Čeleď Philopteridae zahrnuje 138 rodů z nichž téměř všechny cizopasí na ptácích s výjimkou rodu Trichophilopterus, jehož zástupci parazitují v srsti lemurů. Jedná se o vůbec největší čeleď v řádu Phthiraptera. Na každém chodidle mají 2 drápky a jejich tykadla se skládají z 5 článků.

### Trichodectidae
Čeleď Trichodectidae je tvořena 19 rody a její zástupci parazitují na savcích. Na chodidlech mají pouze jeden drápek a jejich tykadla se většinou skládají ze 3 článků. Hospodářsky významní jsou zástupci rodu Bovicola, kteří napadají tury domácí (Bovicola bovis), koně (B. equi), ovce (B. ovis), osly (B. ocellata) a kozy (B. caprae). V srsti koček parazituje Felicola subrostrata, v srsti psů Trichodectes canis.

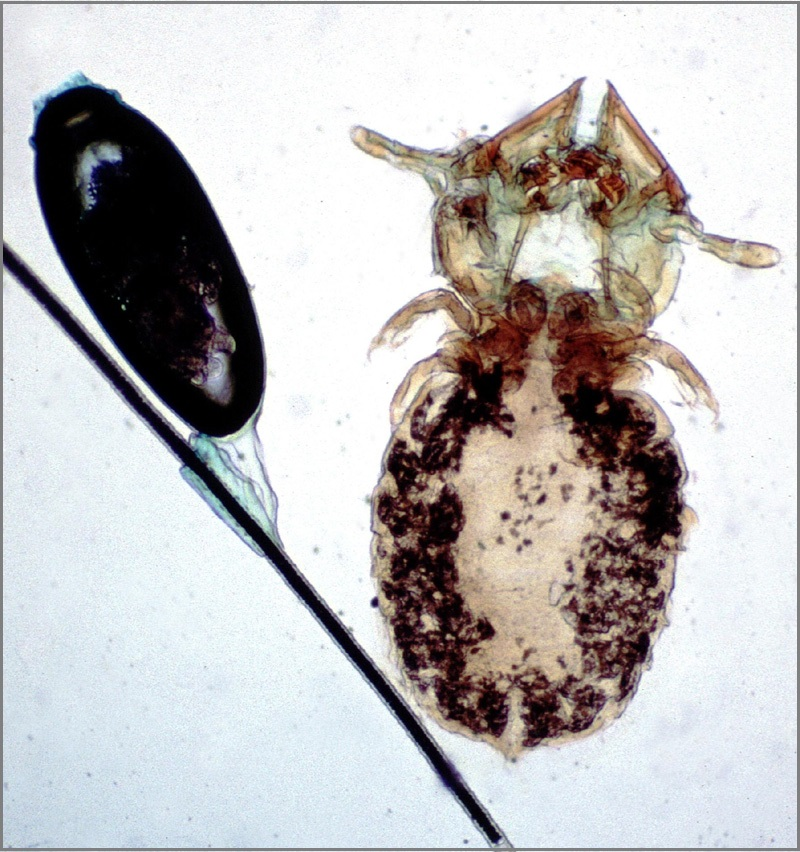
Felicola subrostrata a její vajíčko v podobě hnidy upevněné na kočičím chlupu.

## Životní cyklus
Celý životní cyklus Ischnocera je vázán na povrch těla hostitele. Cyklus začíná vajíčkem v podobě hnidy připevněné na peří (případně chlupu) hostitele. Inkubační doba vajíčka je obvykle 4–10 dní a liší se druh od druhu. Po vylíhnutí prochází jedinec třemi nymfálními stadii (instary), z nichž každé trvá 3–12 dní. Většina dospělců žije pravděpodobně asi měsíc. Samička klade zhruba jedno vajíčko denně a připevňuje jej na pero či chlup pomocí citlivých výběžků (gonopod) na zadečku a přídavných žláz produkujících lepivý sekret.

## Parazitismus
Asi 70% ptačích všenek patří do podřádu Ischnocera. Oproti Amblycera, z nichž mnoho druhů žije přímo na kůži hostitele, jsou Ischnocera více specializovaní na parazitaci peří (odtud český název péřovky). Na peru se uchycují především pomocí žvýkacích mandibul a také drápků, které jsou po jednom či dvou umístěny na konci chodidel. Při trávení keratinu z peří jim napomáhají endosymbiotické bakterie. Namísto peří samotného (či chlupů v případě savčích péřovek) se některé druhy živí také na odumřelé kůži.

### Přenos
Ischnocera jsou obecně velmi málo pohyblivé a mnohé druhy, které jsou silně specializované na život na peří, nejsou ani schopny přesunout se z pera na kůži hostitele. Přenos z hostitele na hostitele je proto obvykle možný jen při fyzickém kontaktu dvou jedinců, například při páření či mezi rodiči a potomky v hnízdě. U některých druhů péřovek byla také sledována schopnost nechat se přenášet na nové hostitele pomocí foréze na hmyzu z čeledi klošovití (Hippoboscidae) a má se za to, že se jedná o běžný jev. Tato schopnost byla pozorována především u rodů Brueelia a Sturnidoecus, několik případů je známo také u rodu Columbicola. Kvůli snížené pohyblivosti jsou Ischnocera velmi hostitelsky specifičtí a jeden druh často parazituje jen na jednom či několika blízce příbuzných druzích hostitelů. Má se za to, že právě foréze na létajícím hmyzu by mohla vysvětlovat, proč některé druhy Ischnocera přesto cizopasí na poměrně široké škále taxonomicky vzdálených druhů (klošovití příliš hostitelsky specifičtí nejsou a mohou tak zanést jedince Ischnocera i na hostitele, s nímž by jinak nepřišel do styku).

### Vliv na hostitele

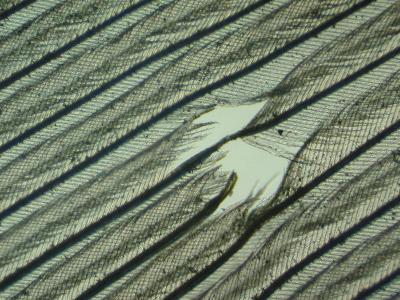
Otvor v peru vykousaný péřovkou

Pokud je hostitel schopný regulovat množství ektoparazitů pomocí očisty povrchu těla a populace Ischnocera na jeho těle tedy není příliš velká, nezpůsobují péřovky vážné problémy. V opačném případě může docházet k silnému podráždění ptáků. U kuřat kura domácího napadených velkým počtem Cuclotogaster heterographus byl například zaznamenán silný neklid a vyčerpanost v některých případech ústící až ve smrt jedince. Takové situace jsou ale spíše vzácné a parazitace Ischnocera není v hospodářství považována za velký problém.
Při silném zamoření některými druhy může u ptáků dojít k silnému úbytku opeření, což může mít za následek výrazné zhoršení letových schopností a tepelné izolace. Silně parazitovaní samci jsou méně atraktivní pro samice.
Některé péřovky mohou mít vliv na zdraví hostitele také jako přenašeči a mezihostitelé dalších parazitů. Například Trichodectes canis může v těle nést cysticerkoidy tasemnice psí (Dipylidium caninum).

### Obrana hostitele
Ptáci se snaží zbavit ektoparazitů různými způsoby očisty peří. Některé druhy se takzvaně popelí (podstupují prachové koupele) či se namravenčují (pták se postaví do mraveniště a nechá po sobě lézt mravence, případně si vezme mravence do zobáku a aktivně si jej otírá o peří). Účel tohoto chování není zcela jistý, má se však za to, že se jím ptáci snaží zbavit právě ektoparazitů. Stejně tak si ptáci "upravují" peří pomocí zobáku (takzvaný "preening"). U Ischnocera lze nalézt tři časté strategie, jak se udržet na povrchu hostitele navzdory této očistě:
1. Některé druhy (obvykle robustnější, méně pohyblivé, s trojúhelníkovitým tvarem hlavy), žijí na hlavě a krku, kam hostitel nedosáhne zobákem.
2. Druhy žijící na křídlech (a někdy v ocasních perech) mívají úzké protáhlé tělo, které zasouvají do žlábků mezi větvemi pera.
3. Druhy žijící na trupu a spodní části krku se někdy zahrabávají do spodních vrstev peří.[5]